# YOLO
"YOLO" é um acrônimo para "you only live once", que pode ser traduzido como "só se vive uma vez". Na mesma linha do latim carpe diem ('aproveite o dia'), é um chamado para viver a vida em sua extensão máxima, mesmo abraçando comportamentos que trazem riscos inerentes. Tornou-se uma gíria popular na Internet em 2012.

## Contexto
Frases semelhantes têm sido usadas por mais de um século, incluindo estas:
- a tradução inglesa de "one lives but once in the world" (só se vive uma vez no mundo), de Johann Wolfgang von Goethe, de sua peça em alemão de 1774, Clavigo;
- o título de uma valsa de 1855, " Man lebt nur einmal! " ("Só se vive uma vez!") De Johann Strauss II;
- e as frases latinas, "memento mori" ("lembre-se que você vai morrer") e "carpe diem" ("aproveite o dia").

## Surgimento da sigla
Um dos primeiros exemplos conhecidos da sigla se refere ao rancho do baterista do Grateful Dead, Mickey Hart, na Califórnia, que é conhecido como YOLO desde pelo menos 1996.
Adam Mesh, um concorrente do reality show Average Joe, produziu e vendeu uma linha de roupas e acessórios com a marca YOLO no início dos anos 2000.
Em 2012, a sigla "YOLO" se tornou um dos temas principais da música e da cultura jovem, sendo tema de graffitis, hashtags do Twitter, pegadinhas, tatuagens, música, programas de televisão e mercadorias.
A sigla foi mais popularizada pelo rapper canadense Drake, que planejava lançar uma mixtape conjunta de 2011 intitulada YOLO junto com o rapper americano Rick Ross. Para divulgar esta mixtape, "YOLO" foi citado com destaque em várias de suas faixas, como "The Motto", lançada em 29 de novembro de 2011, com o objetivo de divulgar a mixtape. Diz-se que esse uso elevou a palavra à proeminência e ao uso coloquial comum. No final de 2012, Drake expressou o desejo de obter royalties pelo uso de "YOLO" devido à proliferação de mercadorias com a frase e a letra de sua música, que eram comumente vistas em lojas como Walgreens e Macy's, mas ele não possuia uma marca registrada na palavra.
A revista de hip-hop Da South relatou que o rapper Lecrae desconstruiu a frase "YOLO" em sua canção "No Regrets" de 2012.
No monólogo de abertura do Saturday Night Live em 19 de janeiro de 2014, Drake se desculpou sobre a adoção da frase pela cultura pop, dizendo que não tinha ideia de que se tornaria tão grande.

## Na cultura popular
Um restaurante em Fort Lauderdale, Florida, tem uma marca registada da frase "YOLO" no contexto do negócio dos iogurtes congelados desde 2010.
O trio de comédia americano The Lonely Island lançou uma música de 2013 intitulada "YOLO", com Adam Levine e Kendrick Lamar, parodiando a frase e as pessoas que a usam como um meme de estilo de vida. A canção alcançou sucesso em alguns países, incluindo a posição 60 na Billboard Hot 100.
Durante o short squeeze da GameStop de janeiro de 2021, membros do WallStreetBets do Reddit — muitas vezes promoveram suas apostas de longo prazo contra os fundos de cobertura de venda a descoberto com a expressão "YOLO".
O Modelo e influenciador Alim Morais, produziu e distribuiu uma canção intitulada “Y.O.L.O” 

## Recepção
A mídia online, incluindo The Washington Post e The Huffington Post, descreveu o YOLO em 2012 como a "mais nova sigla que você vai adorar odiar" e "estúpido". A palavra foi criticada por seu uso em conjunto com comportamento imprudente, sobretudo em uma postagem no Twitter do aspirante a rapper Ervin McKinness pouco antes de sua morte, causada por dirigir embriagado a 193 km/h: "Bêbado de 120 km/h #FuckIt YOLO."